# فرانك بييل
فرانك بييل (بالإنجليزية: Frank Beal)‏ هو كاتب سيناريو ومخرج وممثل أمريكي، ولد في 11 سبتمبر 1862 في كليفلاند في الولايات المتحدة، وتوفي في 20 ديسمبر 1934 في هوليوود في الولايات المتحدة.

## وصلات خارجية
- فرانك بييل على موقع IMDb (الإنجليزية)
- فرانك بييل على موقع أول موفي (الإنجليزية)
- فرانك بييل على موقع قاعدة بيانات برودواي على الإنترنت (الإنجليزية)
- فرانك بييل على موقع قاعدة بيانات الأفلام السويدية (السويدية)
- فرانك بييل على موقع قاعدة بيانات الفيلم (الإنجليزية)
- فرانك بييل على موقع كينوبويسك (الروسية)